# Schaliënhof (Vichte)

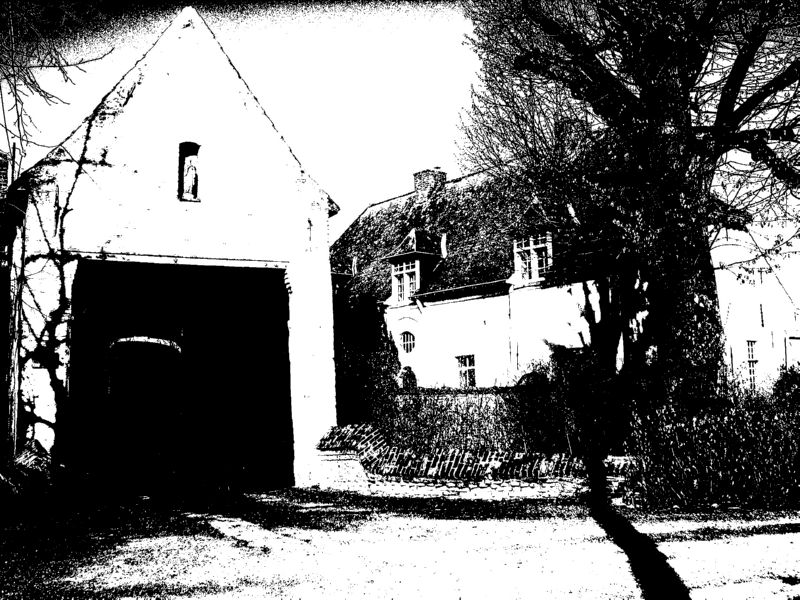
Schaliënhof te Vichte

Het Schaliënhof is een hoeve gelegen in de Belgische plaats Vichte, stammend uit de 17e eeuw.
Naast het Oud Kasteel en de Oude Kerk (Vichte) is dit gebouw een derde pijler van het rijke Vichtse verleden.
In 1640 kocht de toenmalige griffier van Vichte (West-Vlaanderen), Frans de Cocq, een op dit erf gebouwde kleine cijnshoeve. Deze aankoop bracht een belangrijke ommekeer teweeg in de bouwgeschiedenis van het erf. Zoon Frans de Cocq, eerst ook griffier, later baljuw van Vichte, bouwde hier om prestigeredenen een indrukwekkend verblijf, voorzien van een toegangspoort en een grote omwalling.
In een halve eeuw tijd was de familie de Cocq opgeklommen tot een machtige en invloedrijke grootgrondbezitter. De bouwer, Frans de Cocq, de jonge, werd opgenomen in de machtige ‘Orde van Malta’, waarin hij de functie van algemeen agent in de Nederlanden uitoefende en belast was met het beheer van de uitgestrekte bezittingen van deze orde in onze gewesten.
Het hof behoort tot het type omwalde hoeve met half gesloten bebouwing. Belangrijke delen zijn de toegangspoort, het woonhuis, de stallingen en de bergschuur. De poort werd opgetrokken in baksteenmetselwerk, waarvan de hoeken verstevigd werden met grote blokken hardsteen. Opmerkelijk zijn de schuin geplaatste schietgaten in de zijwanden, wat op dat ogenblik heel ongebruikelijk was. Voor de poort werd een boogbrug gebouwd. Een zware eikenhouten poort sluit het erf af, tussen beide poortbladen bevindt zich een gaaf gebleven makelaar met in een cartouche het jaartal 1698.
De schuur rechtover de poort is opgetrokken in vakwerk, waarbij een houten geraamte op een stenen onderbouw rust. De omwalling van het Schaliënhof is heel merkwaardig omdat zij tot stand kwam op een ogenblik dat het graven van hoeveomwallingen algemeen in onbruik was geraakt.
Een plattegrond van de hoeve komt reeds voor op de kabinetskaart van de Oostenrijkse Nederlanden, opgemaakt door graaf de Ferraris (1772-1778).
Momenteel is het Schaliënhof bewoond door de familie Philippe Seynaeve-Vandendriessche.